# Gepider

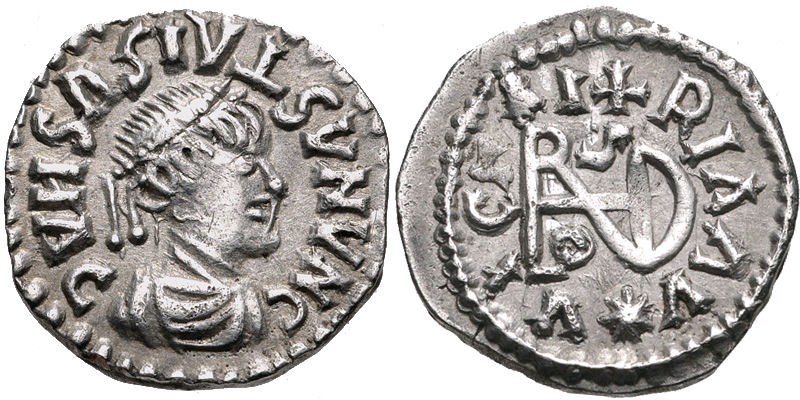
Gepidiskt mynt från cirka 491–518. Sirmium mynt. I den bysantinske kejsarens namn Anastasius I.

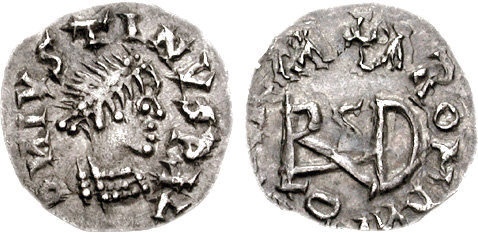
Gepidiskt mynt. Sirmium munt. Slaget i Justinius I namn, från cirka 518–526 e.Kr. Obv: D N IVSTINVS P LV (first N retrograde), pearl-diademed and cuirassed bust right. Rev: VINVICTL ROMLNI, large “Theodericus” monogram across fields, cross above.

Gepider, en östgermansk, till goterna nära stående folkstam. På samma sätt som de andra goterna, hade de blivit kristnade under kejsare Valens tid och blivit arianer.Gepiderna (latin: Gepidae, Gipedae, forngrekiska: Γήπαιδες) var en östgermansk stam som levde i området i nuvarande Rumänien, Ungern och Serbien, ungefär mellan Tisza, Sava och Karpaterna. De sades dela goternas och vandalernas religion och språk.
De nämns först av romerska källor under det tredje århundradet. Under det fjärde århundradet var de bland de folk som införlivades i det hunniska riket, inom vilket de bildade en viktig del. Efter Attilas död ledde gepiderna under sin ledare, deras mest kända kung Ardarik en allians av andra folk som hade varit i imperiet och besegrade Attilas söner och deras återstående allierade i slaget vid Nedao 454. Gepiderna och deras allierade grundade därefter riken vid mellersta Donau, som gränsade till det romerska riket. Gepidriket var ett av de viktigaste och mest långvariga av dessa, centreratomkring Sirmium och ibland kallat Gepidia.  Det täckte en stor del av den tidigare romerska provinsen Dacia, norr om Donau, och jämfört med andra riken vid mellersta Donau förblev det relativt lite engagerat med Rom.
Gepiderna besegrades av lombarderna och avarerna ett sekel senare  år 567. Konstantinopel gav inget stöd till gepiderna. Vissa gepider anslöt sig till lombarderna i deras efterföljande erövring av Italien, några flyttade in på romerskt territorium, och andra gepider bodde fortfarande i området iför det gamla riket efter att det erövrades av avarerna.

## Namn
De vanligaste latinska stavningarna av Gepid-namnet i plural använde ett "p", men varierade när det gäller vokalerna: Gepidae, Gipidae, Gipedae, Gipides. På samma sätt använder Prokopius skrift på grekiska en stam γηπαιδ- som bör translittereras som Giped-. Trots detta har gepiderna setts som samma människor som nämns i fornengelskan Widsith och Beowulf, som Gifðas eller Gefþas. Dessa namn anses vara etymologiskt likvärdiga fornengelska former av Gepidae och har inte uppstått genom lån från bestyrkta latinska former. 
Walter Goffart invänder att inga allvarliga argument som styrker identifieringen verkar ha angetts, så tolkar lingvister "p" på latin och grekiska som ett förolämpande gotiskt smeknamn för Gepiderna. Förutom de gamla engelska orden tas ortnamnsbevis i Italien och en enda medeltida latinsk genitiv pluralform "Gebodorum" för att indikera att "p" verkligen var ett frikativt ljud som liknar ett "b". Många lingvister rekonstruerar därför den ursprungliga germanska formen som Gíbidoz, baserat på det germanska verbet "att ge", som fortfarande finns på engelska (tyska geben, holländska geven), vilket tydligen indikerar att de kallade sig de begåvade eller de belönade eller de generösa.
Den moderna idén att gepidernas namn var en förolämpning kommer från Jordanes, som rapporterade i sin gotiska ursprungshistoria Getica, att gepidernas namn kom från gepanta, en förolämpning i gotisk betydelse "trög" (pigra), eftersom Gepiderna hade släpat efter sin gotiska släktingar när de migrerade mer än tusen år tidigare.
Däremot tolkade Isidore av Sevilla i sina etymologier den andra delen av Gepid-namnet som "fötter" (latinska pedes) och förklarade att Gepiderna var kända för att gå i strid till fots (pedestri), snarare än till häst. Den mycket senare bysantinska Etymologicum Magnum från 1200-talet tolkar namnet med det grekiska ordet för barn, vilket gör att Gepids Gētípaides (Γητίπαιδες) betyder "goternas barn (likställda med Getae)". Alla dessa tre texter följer en tradition av att se gepiderna som utlöpare eller nära släktingar till goterna.

## Språk
Det finns få direkta bevis för gepidernas originalspråk, men de var tydligt gotiska i kulturen under den period då romarna rapporterade om dem. Den bysantinska författaren Prokopius från 500-talet  listade gepiderna bland de gotiska nationerna tillsammans med vandalerna, visigoterna och ostrogoterna, i sitt verk  Justiniska kriget. Han skrev  "som delar samma språk, vita kroppar, blont hår och ariansk form av kristendom".

## Historia

### Ursprungsmyten
Enligt Jordanes berättelse var den norra ön "Scandza", som är associerad med Sverige av moderna forskare, det ursprungliga hemlandet för goternas och gepidernas förfäder. 
Enligt Jordanes Getica lämnade goterna Scandza med tre skepp under Berig, och då anlände gepiderna anlände med det tredje, försenade skeppet till Gothiscandza. Goterna och Gepiderna bosatte sig sedan längs Östersjöns södra strand på en ö vid mynningen av floden Wisla, kallad "Gepedoius", eller Gepidernas fruktbara ängar, av Jordanes. Denna mytiska utvandring daterar Jordanes till 1490 f. Kr.
Enligt Jordanes  (avsnitt XVII) beslutade Gepiderna att lämna "Gepedoius" under en kung som heter Fastida.  Han hävdar att gepiderna flyttade söderut långt efter att goterna redan hade flyttat och besegrade burgunderna och andra folk och provocerade goterna i processen.  Fastida krävde mark från Ostrogotha, kung av visigoterna, eftersom Gepids territorium var "instängt av robusta berg och täta skogar". Ostrogotha vägrade gå med på Fastidas krav och Gepiderna gick i strid med goterna "vid staden Galtis, nära vilken floden Auha rinner".  De kämpade tills mörkret föll, när Fastida och hans Gepids drog sig tillbaka från slagfältet och återvände till sitt land. Denna episod kan ligga i tidsintervallet från 200 till 400. Tidigare antog man att dessa berättelser gick tillbaka på stamsagor, men numera ifrågasätter flera om inte Jordanes eller Cassiodorus hittade på. Moderna historiker debatterar om den del av Jordanes arbete som beskrev migrationen från Scandza skrevs åtminstone delvis på grundval av gotisk muntlig historia eller om det var en ahistorisk fabrikation.
Jordanes avsnitt i hans Getica lyder: Om du frågar hur goterna och Gepiderna är släkt kan jag berätta med några ord. Du kommer säkert ihåg att i början sa jag att goterna utgick från ön Scandza med Berig, deras kung, som seglade i endast tre fartyg mot oceanens kust på denna sidan, nämligen till Gothiscandza. Ett av dessa tre skepp visade sig vara långsammare än de andra, vilket vanligtvis är fallet, och sägs därför ha gett stammen sitt namn, för på deras språk betyder gepanta långsam. Därför hände det sig att så småningom och så myntades namnet Gepidae för dem som en förebråelse. Ty utan tvekan spårar de också sitt ursprung från goternas stam, men eftersom, som jag har sagt, gepanta betyder något långsam (stolid), uppstod ordet Gepidae som ett namn på förolämpning. 

### Före hunnernas ankomst

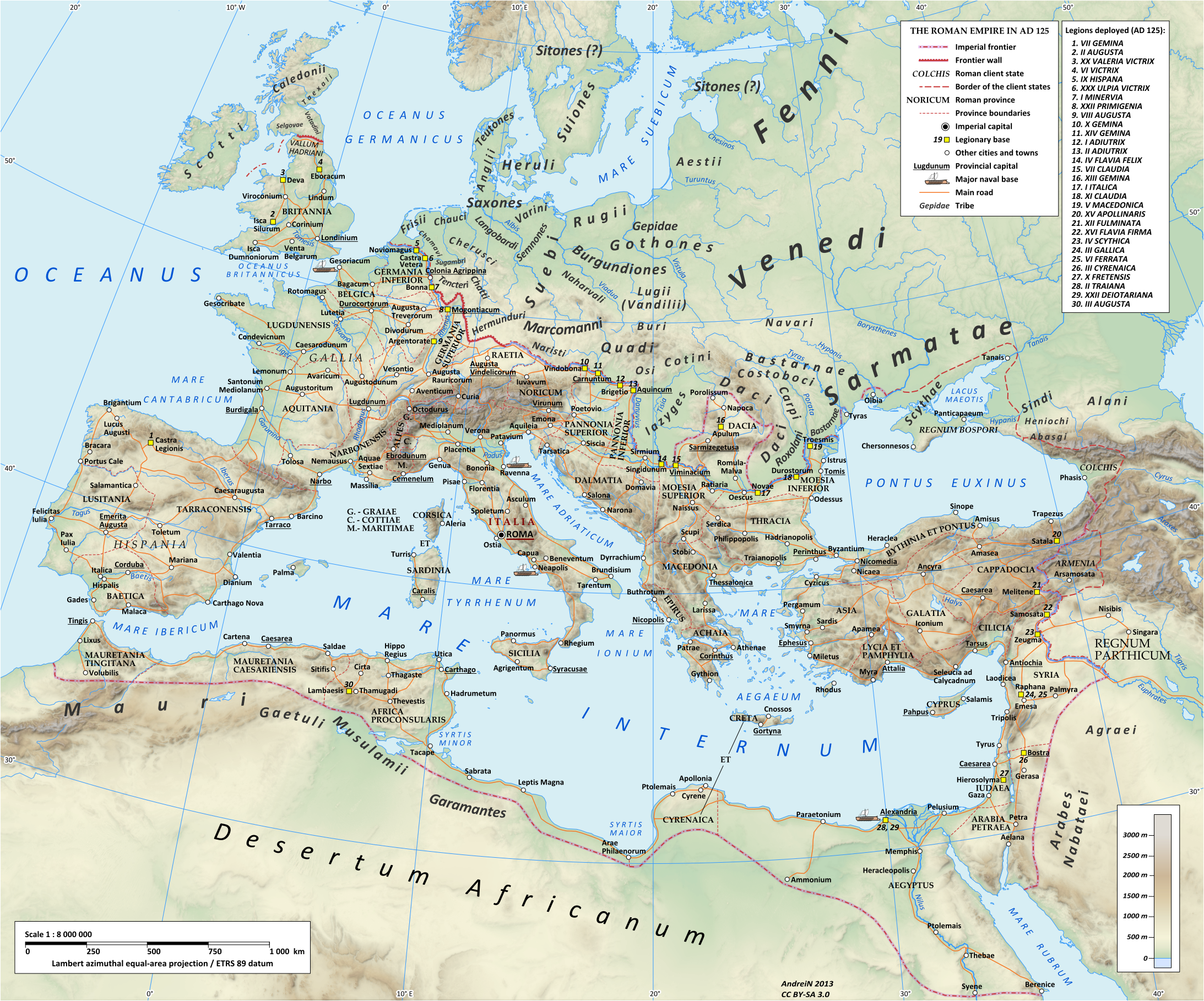
Det romerska imperiet under Hadrianus (regerade 117–138), som visar var gepidernas östgermanska stam bodde vid Vislas mynning i Polen.

Det romerska riket under Hadrianus (styrde 117–138), som visar platsen för Gepidae (Gepids) östgermanska stammen, som sedan bodde i regionen runt mynningen av floden Visula (Vistula), Polen.
Gepiderna var det minst omskrivna av alla de stora germanska folken under migrationsperioden, enligt historikern Malcolm Todd.  Varken Tacitus eller Ptolemaios nämnde dem i sina detaljerade listor över barbarerna under första och andra århundradet e.Kr. Det skrivs om dem först i slutet av 300-talet e.Kr., och vid den här tiden bor de redan i eller nära det område där de stannade under resten av sin kända historia.
Enligt den opålitliga historia augusta om kejsaren Claudius Gothicus (VI.2) var gepiderna inblandade i den skytiska invasionen av de romerska provinserna på Balkanhalvön året 269. Andra uppräknade var greuthungi, Ostrogoter, tervingi, veser, peucini, heruler och kelter. Samma källanåmner också att kejsaren Probus, som styrde mellan 276 och 282, lät krigsfångar av gepider, vandaler och Greuthungi bosätta sig i romarriket på Balkan. 
I den 11:e panegyriken (hyllningsskriften) till kejsaren Maximianus som gavs ut i Trier 291, nämns för första gången Tervingi och Taifali. Skriften beskrev en strid utanför imperiet där gepiderna var på vandalernas sida, och attackerade av Taifali och en del av goterna. Den andra delen av goterna hade besegrat burgunderna som stöddes av Tervingi och Alemannerna.    De bodde dock tillräckligt avlägsna från den kejserliga gränsen för att de inte skulle omnämnas i Verona-listan eller i Ammianus eller Orosius historier. 
Moderna historiker som skriver om gepidernas tidiga historia tillämpar ibland en blandad argumentation och kombinerar Jordanes berättelse med resultat av arkeologisk forskning.  Historikern István Bóna säger att slaget som nämns i panegyriken ägde rum cirka 290 i den tidigare provinsen Dacia, vilket motsvarar det slaget som Jordanes nämnde, som involverade Fastida.  Arkeologen Kurdt Horedt likställer det också med striden med Fastida men föreslog att slaget ägde rum öster om Karpaterna efter 248 och innan romarna drog sig tillbaka från provinsen Dacia i början av 270-talet. Walter Pohl säger bara att striden måste ha varit mellan 248 och 291, och kan ha varit i eller utanför Karpaterna. Han anser att det är uppenbart att det måste ha stått i regionen inom den tidigare romerska provinsen Dacia i Transsylvanien. 
Gepidernas historia på trehundratalet är okänd, eftersom ingen skriftlig källa nämner dem under denna period.  Tystnaden från de romerska källorna tyder på att deras hemland inte gränsade till det romerska riket.  På grundval av Jordanes hänvisning till de robusta bergen i gepidernas land lokaliserar historiker dem nära Karpaterna, längs det övreloppet av antingen Tisza eller Dnestr i slutet av 200-talet.  Den exakta tidpunkten för gepidernas bosättning i Karpaterna kan inte bestämmas.  Arkeologen István Bóna säger att de var närvarande i den nordöstra regionen redan på 260-talet. Enligt Coriolan H. Opreanu anlände de senare omkring 300.  Arkeologerna Eszter Istvánovits och Valéria Kulcsár skriver att inga arkeologiska bevis styrker gepidernas närvaro före cirka 350. 
Gravar från trehundratalet med fynd av svärd, lansar och sköldar av järn från gravfält mellan floderna Tisza och Körös (i dagens nordöstra Ungern och nordvästra Rumänien). Många forskare (inklusive Kurdt Horedt, István Bóna och Coriolan H. Opreanu) tillskriver dessa gravar till gepidernas krigare. Gravar av kvinnor från samma gravfält producerade artefakter – inklusive brons- och silverspånnen, benkammar och fibulor som liknar föremål som finns på gravfälten i den närliggande Tjernakovkulturen som av ryska forskare har knutits till slaverna medan västerländska forskare har knutit den till goterna.  István Bóna skriver att dessa gravfält visar att gepiderna besegrade den germanska stammen Victohali, som tidigare bott i samma region, innan de expanderade mot floden Mureș i mitten av trehundratalet. 

### Under hunnerna
En stor grupp olika folk från regionen mellersta Donau korsade floden Rhen och invaderade det romerska riket 405 eller 406. Även om de flesta samtida källor bara listade vandalerna, alanerna och sueves bland inkräktarna, enligt St. Jerome, som bodde i Betlehem runt den tiden, deltog Gepids också i invasionen. Enligt en vetenskaplig teori tvingade hunnernas migration västerut, stammarna att fly från Karpaterna och söka sin tillflykt i det romerska riket.  Oavsett det exakta händelseförloppet dominerades mellersta Donauregionen därefter av folk från öst, associerade med goter och hunner.
Jordanes rapporterade att Thorismund, kung av ostrogoterna, som utsattes för hunnerna, "vann en stor seger över" gepiderna, men föll i striden.  Jordanes rapport tyder på att Gepiderna tvingades acceptera ostrogoternas överherravälde inom det framväxande hunniska riket. En skatt av guldjuveler, som hittades vid Șimleu Silvaniei, gömdes under de första decennierna av fyrahundratalet, troligen i samband med striderna som slutade med gepidernas underkastelse för hunnerna, enligt István Bóna.
Gepiderna kämpade på hunnernas sida under de kommande decennierna. Enligt Jordanes uppskattade hunnen Attila  Ardaric, gepidernas kung och Valamir, Ostrogoternas kung, framför alla andra hövdingar. Historikern Goffart, som är skeptisk till Jordanes som källa, har föreslagit olika bevis inklusive beskrivningar av Attila själv som en gepid, tyder på att Ardarik och gepiderna kan ha varit viktigare än ostrogoterna under Attilala välde.
Gepidernas deltagande i hunnernas kampanjer mot romarriket gav dem mycket krigsbyte, vilket bidrog till utvecklingen av en rik aristokrati av gepider. Särskilt gravarna för aristokratiska kvinnor från femte århundradet bevisar den rikedom de innehade: de bar tunga silverfibulor på axlarna, pärlhalsband, silverarmband, stora guldörhängen och silverklämmor på sina kläder och bälten.
Gepiderna följde med på Attilas tåg (451) till Gallien. Redan kvällen innan Slaget vid Katalauniska fälten ska gepiderna ha drabbat samman med frankerna, som var allierade med det västromerska riket. Jordanes uppger att 15 000 stupade i denna mindre drabbning, ett tal som betraktas som överdrivet.
Hunnen Attila dog oväntat år 453 och efteråt utbröt en tronstrid mellan hans många söner. Konflikter mellan hans söner utvecklades till ett inbördeskrig, vilket gjorde det möjligt för de underkuvade folken att resa sig i uppror. Enligt Jordanes var gepidernas kung, Ardaric, som "blev rasande eftersom så många nationer behandlades som slavar i detta tillståndet", den första som tog till vapen mot hunnerna.  Den avgörande striden utkämpades vid (oidentifierade) Nedaofloden i Pannonien 454 eller 455.  I striden besegrade den enade armén av Gepider, Rugier, Sarmater och Sveber hunnerna och deras allierade, inklusive ostrogoterna. Gepiderna tog ledningen bland de förut allierade till Attila och etablerade ett av de största och oberoende nya rikena som kom att bestå mer än ett århundrade. Gepiderna ingick ett förbund med det östromerska riket under kejsare Marcianus och upprättade ett rike i Dakien, goternas forna territorium.

### Gepidernas rike

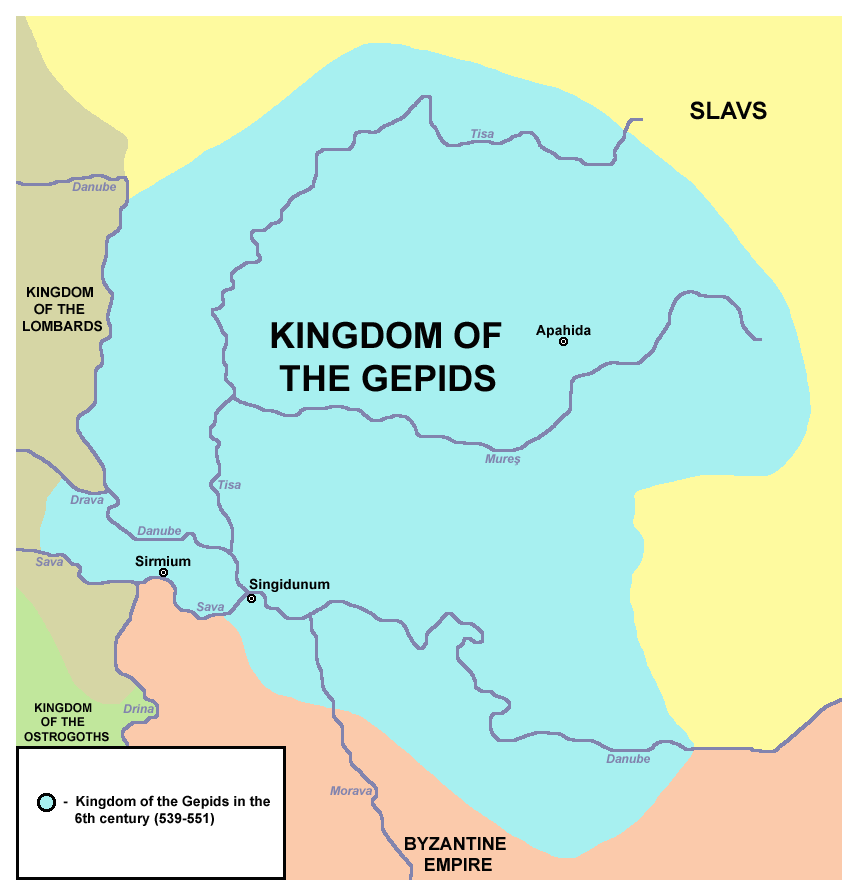
Gepidernas rike i sin största territoriella utsträckning 539–551.

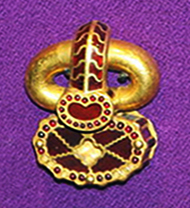
Ett bältesspänne från Apahidas skatt från nordvästra Rumänien.

Efter slaget vid Nedao upplöstes det hunniska riket och gepiderna blev den dominerande makten i de östra delarna av Karpaterna. Enligt Jordanes vann gepiderna av egen kraft hunnernas territorium och styrde som segrare över hela Dacien och krävde av det romerska riket inget annat än fred och en årlig gåva" efter sin seger. Kejsaren Marcianus bekräftade deras status som imperiets allierade och beviljade dem ett årligt bidrag på 100 pund guld. Skatterna från slutet av fyrahundratalet som grävdes ut i Apahida och Someșeni visar att gepidhärskarna samlade på sig en stor rikedom under andra hälften av seklet.
Gepiderna bildade en koalition med Sveber och Sarmater och andra folk mot ostrogoterna som bosatt sig i Pannonien. Ostrogoterna besegrade dock fiendernas förenade styrkor i slaget vid Bolia 469.  Efter att ostrogoterna lämnat Pannonien 473 erövrade gepiderna Sirmium (nu Sremska Mitrovica i Serbien), en strategiskt viktig stad på vägen mellan Italien och Konstantinopel.
År 489 försökte Thraustila, gepidernas kung, hindra ostrogoterna från att gå över floden Vuka under Theoderik den stores kampanj mot Italien, men ostrogoterna besegrade Thraustilas armé. Gepiderna förlorade då också Sirmium till ostrogoterna, enligt Walter Pohl.  Kort sagt, enligt Walter Goffart, återfick Thraustilas son, Thrasaric,  kontrollen över Sirmium men möjligen under ostrogotiskt överherravälde. Theoderic den store skickade Comes Pitzia på en kampanj mot gepiderna  för att försöka erövra Sirmium 504. Comes Pitzia drev ut gepiderna från Sirmium utan större motstånd.
I ett försök att dra nytta av Theoderik den stores död 526 invaderade gepiderna regionen Sirmium 528 eller 530, men Vitiges besegrade dem. Gepiderna nådde höjdpunkten av sin makt efter 537 och bosatte sig i det rika området runt Singidunum (dagens Belgrad). Under en kort tid var staden Sirmium (nuvarande Sremska Mitrovica) centrum för gepidernas stat och kungen Kunimund präglade gyllene mynt i den.
År 546 allierade sig det bysantinska riket med lombarderna, och år 552 led gepiderna ett katastrofalt nederlag mot Alboin, lombardernas kung, i slaget vid Asfeld, varefter Alboin lät göra en dryckesskål av Kunimundus skalle. Gepiderna dukade under 567 då de besegrades av langobarderna som då förbundit sig med avarerna. Deras kung Kunimund stupade 567, och hans dotter Rosamunda tvingades att äkta segraren, kung Alboin.

### Gepiderna slut i historien
Många gepider följde Alboin till Italien 568 enligt Paulus Diaconus, men många stannade kvar i området för sitt gamla rike. År 630 rapporterade Theophylact Simocatta att den bysantinska armén tågade in i avarernas territorium och attackerade en gepidisk folkfest och tillfångatog 30 000 gepider. De mötte inga avarer under expeditionen.
Vid en nyligen gjord utgrävning vid floden Tisza vid Szolnok hittades en gepidisk adelsman i en grav från Avarperioden, som också var smyckad med turkiska avarföremål bredvid de traditionella germanska kläderna som han begravdes i.
Under det åttonde århundradet listar diakonen Paulus gepidiska, bulgariska, sarmatiska, pannoniska, svabiska och norikanska byar i Italien men vi vet inte om Paulus menar på sin egen tid eller helt enkelt lyfter frasen från en äldre källa. En del gepider följde alltså langobarderna på deras tåg till Italien, andra flydde till Konstantinopel, och de som stannade i Ungern blev avarernas undersåtar. En spillra av gepiderna lär ha funnits kvar i Ungern ännu in på 800-talet. Prokopios skriver i Vandalkrigen att gepiderna (Γηπαιδες) bodde under hans tid på Donaus båda sidor, i området runt Belgrad och Sirmium. Langobarden Paulus Diaconus ger upplysningar om gepidernas senare historia.

### Gepidernas kungar
- Fastida cirka 250
- Ardarik cirka 454
- Giesmus tidigt 480-tal
- Thraustila 488
- Thrasaric  505
- Mundus, död 536
- Elemund, till 548
- Thurisind, 548–cirka 560
- Kunimund, cirka 560–567

## Arkeologiska fyndplatser
Många arkeologiska platser har tillskrivits gepiderna. De första vetenskapliga utgrävningarna av en sådan plats gjordes av István Kovács vid Band 1906 och 1907.
I Vlaha, Cluj län, Rumänien, upptäcktes ett gravfält i augusti 2004 med över tvåhundra gravar daterade till det sjätte århundradet e.Kr. Åttiofem procent av de upptäckta gravarna var plundrade under samma period. De återstående artefakterna var keramik, bronsartiklar och rustningsar. 
Också i Rumänien, vid Miercurea Sibiului, finns en nekropol med rika artefakter.
Andra nekropoler i Rumänien är:
- Morești, Mureș län
- Noșlac, Alba län
- Brateiu, Sibiu län
- Șeica Mică, Sibiu län
- Timișoara Freidorf
- Apahida nekropolis[49]
- Turda: den rikaste germanska graven som finns i Rumänien hittades här.

Skatter av gepidiskt ursprung har också hittats vid Someșeni och Șimleu Silvaniei.